# یی یی
یی یی (انگلیسی: Yi Yi) (به معنای یک یک) درامی تایوانی-ژاپنی به کارگردانی ادوارد یانگ است که در سال ۲۰۰۰ منتشر شد. از بازیگران آن می‌توان به ایسه اوگاتا و ادوارد یانگ اشاره کرد. فیلم به مشکلات و درگیری‌های احساسی مهندسی به نام ان‌جی و سه نسل از خانواده‌اش می‌پردازد که متعلق به طبقه متوسط در تایوان اند و در تایپه بزرگ شده‌اند.
عنوان چینی فیلم «یک به یک» معنی می‌دهد (به معنای یکی پس از دیگری). هنگامی که این عنوان به صورت عمومی نوشته شده شود، کنار هم قرار گرفتن این دو علامت، عدد «دو» را نشان می‌دهد: (چینی: 二).
اولین نمایش یی یی در جشنواره فیلم کن ۲۰۰۰ بود که طی آن، ادوارد یانگ برنده جایزه بهترین کارگردان جشنواره فیلم کن شد. این فیلم هم‌اکنون یکی از بهترین آثار سده ۲۱ میلادی به حساب می‌آید.